# Pectinaria brevispinis
Pectinaria brevispinis är en ringmaskart som beskrevs av Grube 1878. Pectinaria brevispinis ingår i släktet Pectinaria och familjen Pectinariidae. Inga underarter finns listade i Catalogue of Life.